# Lachenalia lactosa
Lachenalia lactosa är en sparrisväxtart som beskrevs av G.D.Duncan. Lachenalia lactosa ingår i släktet Lachenalia och familjen sparrisväxter. Inga underarter finns listade i Catalogue of Life.